# Podomyrma pulchella
Podomyrma pulchella är en myrart som beskrevs av Horace Donisthorpe 1938. Podomyrma pulchella ingår i släktet Podomyrma och familjen myror. Inga underarter finns listade i Catalogue of Life.